# Keziah Veendorp
Keziah Veendorp, né le 17 février 1997 à Sappemeer, est un footballeur néerlando-indonésien. Il évolue au poste de défenseur central.

## Carrière

### En club
En fin de contrat avec le FC Groningue en fin de saison 2016-2017, il n'est pas prolongé par son club.

### En sélection
Lors de l'Euro des moins de 17 ans 2014, il joue tous les matchs jusqu'à la finale, perdue aux tirs au but contre l'Angleterre. Il est capitaine de la sélection néerlandaise lors de ce tournoi.

## Statistiques
| Saison                | Club                  | Championnat           | Championnat | Championnat | Coupe(s) nationale(s) | Coupe(s) nationale(s) | Compétition(s) continentale(s) | Compétition(s) continentale(s) | Compétition(s) continentale(s) | Total | Total |
| Saison                | Club                  | Division              | M.          | B.          | M.                    | B.                    | Comp.                          | M.                             | B.                             | M.    | B.    |
| 2015-2016             | FC Groningue          | Eredivisie            | 1           | 0           | 0                     | 0                     | -                              | -                              | -                              | 1     | 0     |
| 2016-2017             | FC Groningue          | Eredivisie            | 0           | 0           | 0                     | 0                     | C3                             | 0                              | 0                              | 0     | 0     |
| Total sur la carrière | Total sur la carrière | Total sur la carrière | 1           | 0           | 0                     | 0                     | -                              | 0                              | 0                              | 1     | 0     |

## Palmarès
Il est finaliste de l'Euro des moins de 17 ans en 2014 avec l'équipe des Pays-Bas.